# Dr.デュオ
『Dr.デュオ』（ドクター・デュオ）は大沢祐輔作画・ 木下繁原案協力による日本の漫画作品。『週刊少年マガジン』2012年21・22号合併号より2013年11号まで連載された。

## 概要
天才と称された医師が死亡し、幽霊となって高校生に憑依。周辺で発生する事故や急病に対し、幽霊医師が指示やアドバイスを送り高校生が行動する内容。基本的に一話完結型となっているが、話が進むにつれタスクの成長ぶりがうかがえる。基本は医療漫画であるが救急救命についても扱っており、作中にドクターカーやドクターヘリを使用した航空救急についての話もある。
なお、当作品の連載開始前に『マガジンSPECIAL』2012年1月号にてサイドストーリーとなる読み切り漫画『Little Big Doctor』（リトル・ビッグ・ドクター）を掲載している（単行本第1巻にも掲載）。ここでは同作品についても記載する。

## あらすじ

### Little Big Doctor
プラモ好きの少年「タスク」はマイらと一緒に渋々長野の山中にある自然教室へ行くことになる。くたくたになりながら宿に着くと、着替え姿を覗いて看護婦たちに追いかけられる東雲がそこにいた。東雲とぶつかったタスクは足に石をぶつけるも、東雲に説教されながらも手を触れたことでその箇所の痛みが自然と無くなったことに驚く。そしてその夜、コンビニへ買い物に行くタスクたちが夜道を歩いていると事故が発生する。

### Dr.デュオ
雪の降る日、天才外科医と称されていた元医師「東雲 圭佑」の葬儀が執り行われていた。幽霊となった東雲が公園のベンチで寝ていると、プラモデルを抱えた高校生「タスク」に声をかけられ、こうして二人の物語が始まった。

## 登場人物

### 主要人物
東雲 圭佑（しののめ けいすけ）
この物語の主人公、日本が誇る天才外科医と称されていた元医師。幽霊として現生に残り、ベンチに寝ていたところをタスクに声をかけられる。
タスク以外の人物以外からは見えないらしく、タスクに声をかけられた時「見えんのか？ 初めてだぜ」と笑い、以降タスクに憑依している。
基本的にスケベでエロ本やAVに目がないが、事故や急病人が発生した場合は名医にふさわしくタスクに適切な指示を送っている。
タスクの適切な措置にもかかわらず症状が悪化した場合は幽霊である自分では何もできないことを悔やんでいるシーンがある。
死亡の原因や、なぜ霊として現世に残っているのかは明らかにされていない。
『Little Big Doctor』では生きていた頃の様子が描かれており、着替えや女風呂を覗くなどスケベという設定が本編に受け継がれているほか、東雲が直接救急措置を行っている。
琴音 介（ことね たすく）
この物語のもう1人の主人公、通称「タスク」。オートバイのプラモデル作りが趣味の高校1年生（Dr.デュオ登場時）。
雪の降る日に薄着でベンチに寝そべっている東雲に声をかけたため憑依されている。勉強も運動もダメで周りから冴えない男と言われているが、プラモデル作りで活かした手先の器用さと集中力、さらにトラブルが発生した時の度胸と行動力は人並み以上。東雲の指示に対し的確に行動しているほか、たとえ犯人に拳銃を向けられたり（第3話）爆発事故に巻き込まれ自分も負傷したり（第6話）しても大胆な行動に出て窮地を救っている。
東雲から遺品となる救急セットを貰いそれを携帯するようになったほか、物語が進むにつれ自分も医師を目指すことを決意し、猛勉強を始める。
豚肉が好物らしく、生姜焼きサンドや回鍋肉サンドをよく食べている。
『Little Big Doctor』では少年時代が描かれており、生きている頃の東雲と出会っている。
竹内 麻衣（たけうち まい）
タスクの幼馴染で学校内では美少女と称されるロングヘアーの娘。タスクに対して気が強く、いつも世話を焼いている。実家はバイオリンの工房をやっている。
プラモデル職人から「魚顔」と言われたことを非常に気にしていた（但しこれはプラモデル職人の病状であったことになる）。
『Little Big Doctor』でも少女時代の様子が描かれている。

### タスクのクラスメイト
福住 彰（ふくずみ あきら）
タスクのクラスメイトで、マイに惚れている。水泳が得意で、指導員もやっていたところを爆発事故に巻き込まれ、負傷した際にタスクに助けられた。
タスクとマイの仲がいい様子を見て勝手にライバル視し、マイがタスクにしか気にかけない事でショックを受けていたが、タスクがただの幼馴染だといわれると元気を取り戻すなどかなりお調子者である。
当初の設定ではマイに一途でなく、「月刊女子ランキング」を作るなど学校の女の子を追い求めるという設定であった（単行本第3巻より）。
クリスマスパーティーは呼ばれてなかった。（忘れられた。）
宇野 細見（うの ほそみ）
タスクのクラスメイト、通称「うーやん」。大食漢で、食べ物についてうるさい。また「いいところへ就職しないといいものが食べられない」という考えから成績は優秀である。
海水浴で猛毒のアカエイに刺された時にタスクに助けられた。家族として祖父の田吾作（たごさく）が登場しており、最初は毛嫌いしていたが、祖父が発病した際にはAEDを取りに転びながらも運んで来て祖父の命を救う。
堀北 真奈美（ほりきた まなみ）
タスクの同級生で、弓道部のエース。ストイックなところがある一方、不整脈の持病を持つ。
最初はタスクを煙たがっていたが大会で目が見えなくなり、それをタスクに助けられてから恋心を抱くようになる。
関根 信也（せきね しんや）
タスクのクラスの不良。強風に煽られて倒れた鉄骨に足を挟まれる。パニックになり壊死しそうになった足をタスクが措置しようとした時に殴り飛ばしたが、タスクの言葉で冷静になり、足の壊死を免れる。
田口 歩（たぐち あゆむ）
タスクのクラスメイト。眼鏡をかけている小柄。
関根が足を鉄骨に挟まれてるのを見たとき、足が点状に内出血してクラッシュ症候群が発生してるのに気付いき、説明した。
実は纐纈と同じくラグビー部に所属しているということが判明。少食である。実は負けず嫌いらしく、纐纈がアナフィラキシーで倒れてるときに「こんな勝ち逃げは認めない。」と根性を出して助けようとしていた。
その後、纐纈が3時間以上動けない間は1人で自主練をしている。
纐纈 隆志（こうけつ たかし）
ラグビー部に所属しているタスクのクラスメイト。体が大きく宇野ほどではないが大食漢であり、1年生でありながらもレギュラーを勝ち取っている。小麦アレルギーであり（最初は甲殻アレルギーだと思っていた。）、食事をしてすぐ体を動かした後、アレルギー反応の症状、アナフィラキシーが発生してしまい、体中の蕁麻疹に襲われながら倒れてしまうが近くの病院まで担架で運ばれ、ステロイド点滴とエピネフリン注射を打ってもらい、一命を取り留める。
その後、食事の後は3時間以上動けず、冷静に待つことになってしまった。（蕁麻疹の痒みにも耐えながら…）

### タスクの学校の関係者
熊田 克己（くまだ かつみ）
タスクの学校の先輩で、薬局でアルバイトをしている。逃走犯が薬局に逃げ込み、人質に取られた時に犯人を捕まえようとする。格闘の末に撃たれるがタスクによって一命を取り留める。
黒沼 鉄平（くろぬま てっぺい）
タスクの2学年先輩の有名な不良。宇野に「地獄の黒沼と白川」と呼ばれている。1年の関根とは不良仲間。実は彼女がいる。
ある集団と喧嘩をしてる最中、その部下にバットで後頭部を打たれてしまい、頭蓋底を骨折してしまう。その後はたまたま見ていたタスクに救われる。頭蓋底を骨折してしまったことによって鼻血がでてしまい、掘北のハンカチを借りてもらい、拭いた（これにより、東雲は頭蓋底骨折に気付いた。）。その後ゲームセンターで再びタスクに救われ、一命を取り留める。
白川 仁太（しらかわ じんた）
タスクの2学年先輩の有名な不良。宇野に「地獄の黒沼と白川」と呼ばれている。1年の関根とは不良仲間。
タスクのことを知っているのか、「地味なのに彼女がいる。」と愚痴を言いその後黒沼が彼女がいることを知って衝撃を隠せなかった。
何があったのかは不明だがある集団と喧嘩をしたことがあるらしく、復讐をされるが黒沼と共に返り討ちにするが、黒沼が頭を打たれ、追い詰められてるところをたまたま見ていたタスクに救われる。その後ゲームセンターで黒沼が頭蓋底を骨折してしまうのを再び現れたタスクに教えてもらい、救急車を呼んだ。

### 医療関係者
勅使河原（てしがわら）
下の名前は不明。東雲が勤務していた病院の看護師。タスクを車で送った際に土砂崩れに巻き込まれ、呼吸ができなくなるも東雲やタスクに助けられる。タスクの言動で東雲の存在を察知している様子。
当初の設定ではタスクたちのクラスメイトで、「ユキ」という名前や、大病院の娘であるという設定もあった（単行本第3巻より）。
日下部 修（くさかべ おさむ）
東雲の後任として東雲がいた病院に勤務する医師。階段で転倒した子供を問題ないとし帰宅させたが、東雲が様子のおかしいことに気付く。タスクが説得しようとしたところ、検査の不備を認めず激高したが、タスクが見落とし箇所を伝えると血相を変え居場所を探す。子供が一命を取り留めた後で改めて東雲の偉大さに気付いた。
石塚 克彦（いしづか かつひこ）
ドクターカーに乗る救命医。トラックの横転事故に出くわし、救命を始めるもトンネル崩落の二次災害により自分も負傷。タスクの手助けにより自ら治療しようとする。途中でショック状態に陥るもタスクによって助けられる。

### その他人物
竹内 陸（たけうち りく）
マイの弟で、タスクによくなついている。第一話で事故に巻き込まれ、足の動脈をガラスの破片で切られ命の危機に瀕するが、東雲とタスクによって助けられる。
今村（いまむら）
救命講座の時タスクやマイと一緒になった男。かなりのイケメンらしい。エスカレーターで荷物を持った時にバランスを崩し、開放性気胸を発症。
また気管支喘息持ちであったため症状を悪化させるも、タスクの措置により助けられる。
丹羽 一樹（にわ かずき）
タスクの幼馴染。プロバスケ選手を目指すも試合中に前十字靭帯を断裂。二度とバスケットボールができないことを看護師の会話で知ってしまう。それにショックを覚え、工場内で練炭自殺を図ろうとした際に一酸化炭素中毒に陥り意識を失う。
練炭とは別の理由で中毒を発症したがタスクらによって助けられ、またタスクに説得されたことで再起を図ろうとする。
スティーブン原田（スティーブンはらだ）
プラモデル職人で、タスクの憧れの人。バイクで日本一周プラモ修行に出た際、タスクが様子がおかしいことに気づき、間一髪事故を免れる。
フィッシャー横田（フィッシャーよこた）
人気に陰りが見えた顔芸芸人。名前の通り魚系の顔芸を得意とし、タスクも真似していた。入水服毒自殺を図った女性をタスクと一緒に救助。
措置のため本番中の料理番組に乗り込むも、芸能界追放覚悟で女性の救命に当たる。その功績により再び注目されるようになった模様。
小柴（こしば）
イケメンシェフ。その本番中にタスクとフィッシャー横田に「人の命が優先」と妨害され、フィッシャー横田の威圧に怯えた後、ステージから落下してしまった。
その後、どうなったのかは不明。
実は入水服毒自殺を図った女性は小柴の元彼女であり、自殺を図った原因者である。（小柴が振った。その理由は不明。）
垣内 由美（かきうち ゆみ）
タスクたちがキャンプに来ていた際、主婦仲間と一緒にたまたま遭遇した妊婦。川が増水し避難しようとしたがそこで産気づいてしまう。出産後テントが倒れるが、自らの体で支え赤ちゃんを守る。
長瀬 浩志（ながせ こうし）
タスクの近所に住む釣りとバイクが趣味の青年。バイク運転中に事故に巻き込まれ、鉄の棒が足に刺さってしまう。ガソリンが引火して爆発を繰り返す中、タスクによって救助される。
綾瀬 ほのか（あやせ ほのか）
堀北家の近所に住む短大生。祭りの救護所でアルバイトをし、対応に追われるうちに熱中症を引き起こすもタスクの措置によって助かる。
大塚 早苗（おおつか さなえ）
道端で過呼吸を起こし、倒れていたところをタスクに助けられた主婦。娘がいたが一年前に突発性拡張型心筋症で亡くなり、自分の夢を娘に押し付けていたことを悔やんでいる。
大塚 明日香（おおつか あすか）
早苗の娘で、幽霊として現世に留まっている。東雲からは見えるが、タスクからは見えない。母親が自分を責めていることを気にしており、東雲に病気を治してもらうよう依頼する。

## その他
- 初期の段階では『週刊少年マガジン』誌上で1話限りの読み切り作品であったが、急遽定期連載が決まり、さらに『マガジンSPECIAL』誌上でプロローグが読み切り連載されることになった（単行本1巻より）。
- また連載前のネームの段階ではタスクらは高校生の設定ではなく新米医者の設定であり、「薮田 信吾」（やぶた しんご）という名前もつけられていた。マイも女子高生ではなく天然キャラの看護師という設定である（単行本2巻より）。
- 『マガジンSPECIAL』6月号および9月号で4コマ漫画を描いており、第3巻に掲載されている。

## 単行本
- 大沢祐輔『Dr.デュオ』 講談社〈講談社コミックス〉、全5巻
  1. 2012年8月17日初版発行（2012年8月17日発売[講 1]）、ISBN 978-4-06-384728-4
  2. 2012年10月17日初版発行（2012年10月17日発売[講 2]）、ISBN 978-4-06-384757-4
  3. 2012年12月17日初版発行（2012年12月17日発売[講 3]）、ISBN 978-4-06-384791-8
  4. 2013年3月15日初版発行（2013年3月15日発売[講 4]）、ISBN 978-4-06-384831-1
  5. 2013年5月17日初版発行（2013年5月17日発売[講 5]）、ISBN 978-4-06-384867-0

### 単行本出典
1. ↑  “マガメガ｜週刊少年マガジン｜Ｄｒ．デュオ（1）｜作品紹介｜講談社コミックプラス”.   講談社. 2013年1月16日閲覧。
2. ↑  “マガメガ｜週刊少年マガジン｜Ｄｒ．デュオ（2）｜作品紹介｜講談社コミックプラス”.   講談社. 2013年1月16日閲覧。
3. ↑  “マガメガ｜週刊少年マガジン｜Ｄｒ．デュオ（3）｜作品紹介｜講談社コミックプラス”.   講談社. 2013年1月16日閲覧。
4. ↑  “マガメガ｜週刊少年マガジン｜Ｄｒ．デュオ（4）｜作品紹介｜講談社コミックプラス”.   講談社. 2013年5月25日閲覧。
5. ↑  “マガメガ｜週刊少年マガジン｜Ｄｒ．デュオ（5）｜作品紹介｜講談社コミックプラス”.   講談社. 2013年5月25日閲覧。

### その他
1. ↑  大沢祐輔先生インタビュー（マガジン・ラボ）